# Dornach (Mulhouse)
Pour l’article homonyme, voir Dornach (Soleure).
Dornach est un des principaux quartiers résidentiels aisés, de Mulhouse intra muros, limitrophe de Morschwiller-le-Bas et de Lutterbach. C'est un lieu d'occupation ancien qui doit son nom aux Celtes, nom que les Romains latiniseront en Durnacum et qui sera germanisé par la suite pour devenir Dornach. Il s'agit d'une ancienne commune autonome qui fit longtemps office de village-frontière entre la république de Mulhouse, indépendante et la Haute-Alsace (dont elle faisait partie), alternativement sous domination française et allemande. Elle accueillait, à ce titre, la bourgeoisie juive et catholique des environs qui ne pouvait séjourner sur le territoire de la république de Mulhouse en raison de l'adoption du culte calviniste exclusif. 
La ville, dont la population a fortement augmenté au XIXe siècle grâce au développement industriel, demande en 1908, sous l'Empire allemand, son rattachement à Mulhouse car elle est incapable de régler seule les problèmes liés au développement urbain. Cette fusion sera effective en 1914, année à laquelle le quartier sera le théâtre de la bataille de Dornach. L'ancien quartier industriel dornachois du Brustlein devient alors un quartier mulhousien à part entière, le quartier Daguerre, jusqu'alors situé sur les deux communes, est unifié et la ville de Mulhouse utilisera les parties non urbanisées du ban communal pour y construire le quartier Haut-Poirier (Illberg et Bel Air) et le quartier des Coteaux. L'ancienne zone villageoise à l'ouest de la ligne ferroviaire Strasbourg → Bâle, située entre le champ de foire de Dornach et la commune de Lutterbach devient alors le quartier mulhousien de Dornach qui prend sa délimitation actuelle.
Au début du XXIe siècle, Dornach conserve toujours son plan d'urbanisme de type villageois qui rend le quartier attractif sur le plan résidentiel. La proximité d'une grande zone commerciale périphérique, de deux campus universitaires et de deux parcs d'activités, associée à des dessertes autoroutière, ferroviaire (gares Zu-Rhein, Mulhouse-Dornach et Musées) et à la présence du tramway (Ligne 3, tram-train Mulhouse Vallée de la Thur) renforcent encore cette attractivité. La fin du XXe siècle et le début du XXIe siècle sont marqués par le développement du Croissant technologique mulhousien, toujours en expansion, au nord, au sud et à l'ouest du quartier.

## Géographie
Le quartier de Dornach est situé à l'ouest de Mulhouse. Il est traversé par un diffluent de la Doller qui a été canalisé au XIXe siècle, lors de l'industrialisation du site : le Steinbaechlein.

### Transport
Le quartier est desservi par la gare de Mulhouse-Dornach et par les transports en commun de l'agglomération mulhousienne.

### Communes et quartiers limitrophes
| Commune de Lutterbach          | Quartier du Brustlein |                       |
| Commune de Morschwiller-le-Bas | quartier de Dornach   | Quartier Daguerre     |
|                                | Quartier des Coteaux  | Quartier Haut-Poirier |

## Toponymie
En alsacien : Durni. Issu de Turnach (1250) de l'étymon gallo-romain Turnacum qui signifie « là où il y a une élévation de terrain ». Ce mot a la même étymologie que Tournay et Tournai (Doornik) en Belgique.

## Histoire

### Préhistoire
On trouve des traces d'occupation de Dornach dès le Néolithique : silex taillés et haches découverts au pied de l'Illberg. Des vestiges datant des périodes de Hallstatt et de La Tène sont des tombes, des fibules vilannoviennes, des monnaies gauloises et d'autres objets. Les Romains latinisent le nom Durnachos en Durnacum ou Turnacum. Lors de grandes invasions, le lieu est occupé par les Alamans et les Francs qui germanisent son nom en Turnich, Durnich, Durnach et enfin Dornach.

### Moyen Âge
Au Moyen Âge, le village de Dornach appartient à l'abbaye de Murbach qui le donne en fief à une famille noble prend le nom de Dornach.

### Renaissance
Au début du XVe siècle la famille des de Dornach s'éteint. L'unique héritière, Vérène, épouse Hertrich II Zu Rhein. Le fief de Dornach passe entre les mains des Zu Rhein jusqu'à la Révolution française. La Guerre de Trente Ans décime le village qui passe de 200 habitants au début du conflit à 18 ou 20 à la fin de la guerre. Quand la paix est signée, Dornach se repeuple de nouveau.

### AuXIXesiècle

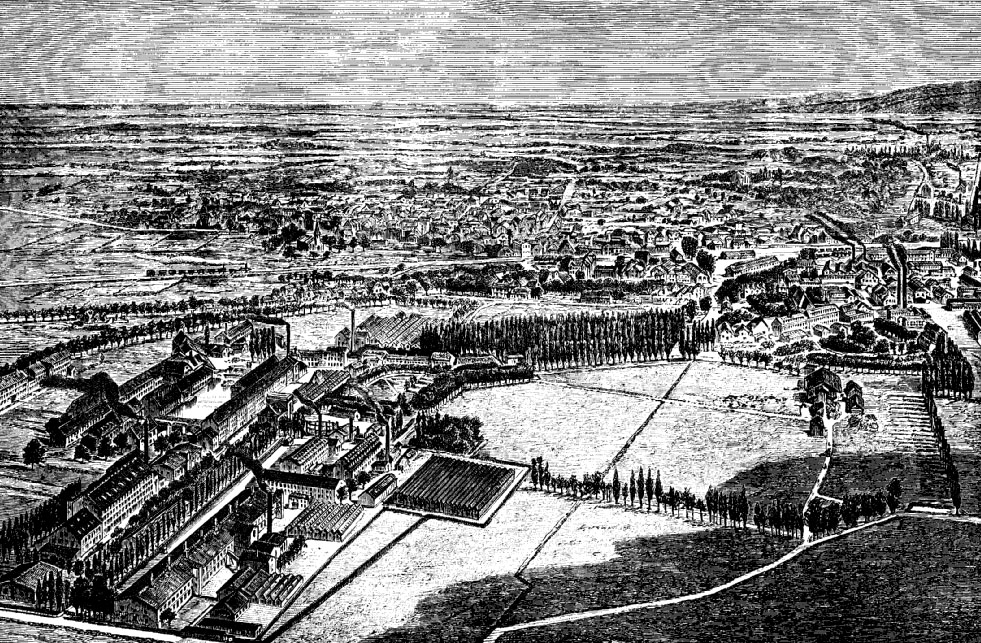
L'établissement Dollfus-Mieg au XIX

La première industrialisation de Mulhouse touche rapidement le village. C'est même à Dornach que la première machine à vapeur est installée en 1812. Le long du Steinbaechlein, les usines textiles s'installent : Blech-Fries, DollfusMieg et Cie, Hofer et Schlumberger, Thierry-Mieg au Brustlein. Louis René Villermé visite Dornach pour rédiger le Tableau de l'état physique et moral des ouvriers employés dans les manufactures de coton, de laine et de soie, paru en 1840. Il y décrit les conditions de travail des ouvriers des usines de la commune. 
« À Mulhouse, à Dornach, le travail commençait à cinq heures du matin et finissait à cinq heures du soir, été comme hiver. […] Il faut les voir arriver chaque matin en ville et partir chaque soir. Il y a parmi eux une multitude de femmes pâles, maigres, marchant pieds nus au milieu de la boue et qui à défaut de parapluie, portent, renversés sur la tête, lorsqu’il pleut ou qu’il neige, leurs tabliers ou jupons de dessus pour se préserver la figure et le cou, et un nombre plus considérable de jeunes enfants non moins sales, non moins hâves, couverts de haillons, tout gras de l’huile des métiers qui tombe sur eux pendant qu’ils travaillent. Ces derniers, mieux préservés de la pluie par l’imperméabilité de leurs vêtements, n’ont même pas au bras, comme les femmes dont on vient de parler, un panier où sont les provisions de la journée ; mais ils portent à la main, ou cachent sous leur veste ou comme ils peuvent, le morceau de pain qui doit les nourrir jusqu’à l’heure de leur rentrée à la maison. »
Il décrit aussi les logements des ouvriers : « J’ai vu à Mulhouse, à Dornach et dans des maisons voisines, de ces misérables logements où deux familles couchaient chacune dans un coin, sur la paille jetée sur le carreau et retenue par deux planches… Cette misère dans laquelle vivent les ouvriers de l’industrie du coton dans le département du Haut-Rhin est si profonde qu’elle produit ce triste résultat que, tandis que dans les familles des fabricants négociants, drapiers, directeurs d’usines, la moitié des enfants atteint la vingt et unième année, cette même moitié cesse d’exister avant deux ans accomplis dans les familles de tisserands et d’ouvriers de filatures de coton. »
La maison photographique d'Adolphe Braun est fondée à Dornach en 1853. Elle devient un établissement industriel en 1862. Sa renommée s'étend vite au monde entier grâce à ses reproductions d’œuvres d’art conservées dans les grands musées d’Europe. La population augmente rapidement : 160 habitants en 1764, 500 en 1789, à 900 en 1813, à 3 000 en 1851, 11 234 en 1913.

### AuXXesiècle
Le 19 août 1914, Dornach, nouveau quartier de Mulhouse, se trouve au cœur d'une des premières batailles de la Première Guerre mondiale. En effet, suivant le plan XVII, le 8 aout, les troupes françaises entrent à Mulhouse. Mais la ville retombe aux mains des Allemands deux jours plus tard. Des combats violents ont lieu à Illzach le long du talus du chemin de fer de ceinture. Le 18 août, les troupes françaises reprennent l'offensive. Allemands et Français se retrouvent nez à nez à Dornach le lendemain matin. La bataille de Dornach s'engage. L'artillerie française envoie un grand nombre d'obus sur les maisons de Dornach pour soutenir l'avancée de son infanterie. Vers 17 heures, les troupes françaises prennent possession de Mulhouse. On relève alors des centaines de morts et de blessés des deux côtés. Les troupes françaises abandonnent Mulhouse le 25 août 1914. Pendant la guerre les usines chimiques de Dornach produisent des gaz asphyxiants pour les troupes allemandes. Elles sont bombardées par l'aviation française en novembre 1915. Selon le journal Le Miroir, 42 ouvriers, le directeur de l'usine et un colonel allemand sont asphyxiés par les gaz qu'ils fabriquaient.
Desservi par le tramway, le train, l'autoroute et proche de grandes zones d'activité, Dornach conserve néanmoins une structure urbaine « villageoise » qui rend le quartier attractif sur le plan résidentiel. À partir de la fin du XXe siècle il devient un des deux principaux quartiers bourgeois de Mulhouse attirant principalement des habitants catégories socioprofessionnelles favorisées.

## Communautés religieuses

### La communauté juive
Jusqu'en 1798, les juifs sont interdits de résidence à Mulhouse. Ils s'installent donc dans les communes environnantes comme Dornach. En 1798, la communauté juive de la ville rédige un Memorbuch. Il contient des prières en la mémoire des victimes des persécutions en Allemagne, en Autriche, en Bohème, en Espagne, en Pologne et en Hollande. Au XIXe siècle, la communauté grandit encore. Une nouvelle synagogue, aujourd'hui abandonnée, est construite en 1851 selon les plans de Jean-Baptiste Schacre, architecte de la ville de Mulhouse. La particularité de la synagogue de Dornach est l'existence d'une petite fosse, située entre l'Almémor et l'Arche sainte et comblée en 1959.
En juin 1940, devant l'avance de l'armée allemande, de nombreux Juifs fuient Mulhouse et le quartier de Dornach. Les nazis expulsent ceux qui restent en septembre.

### La communauté protestante

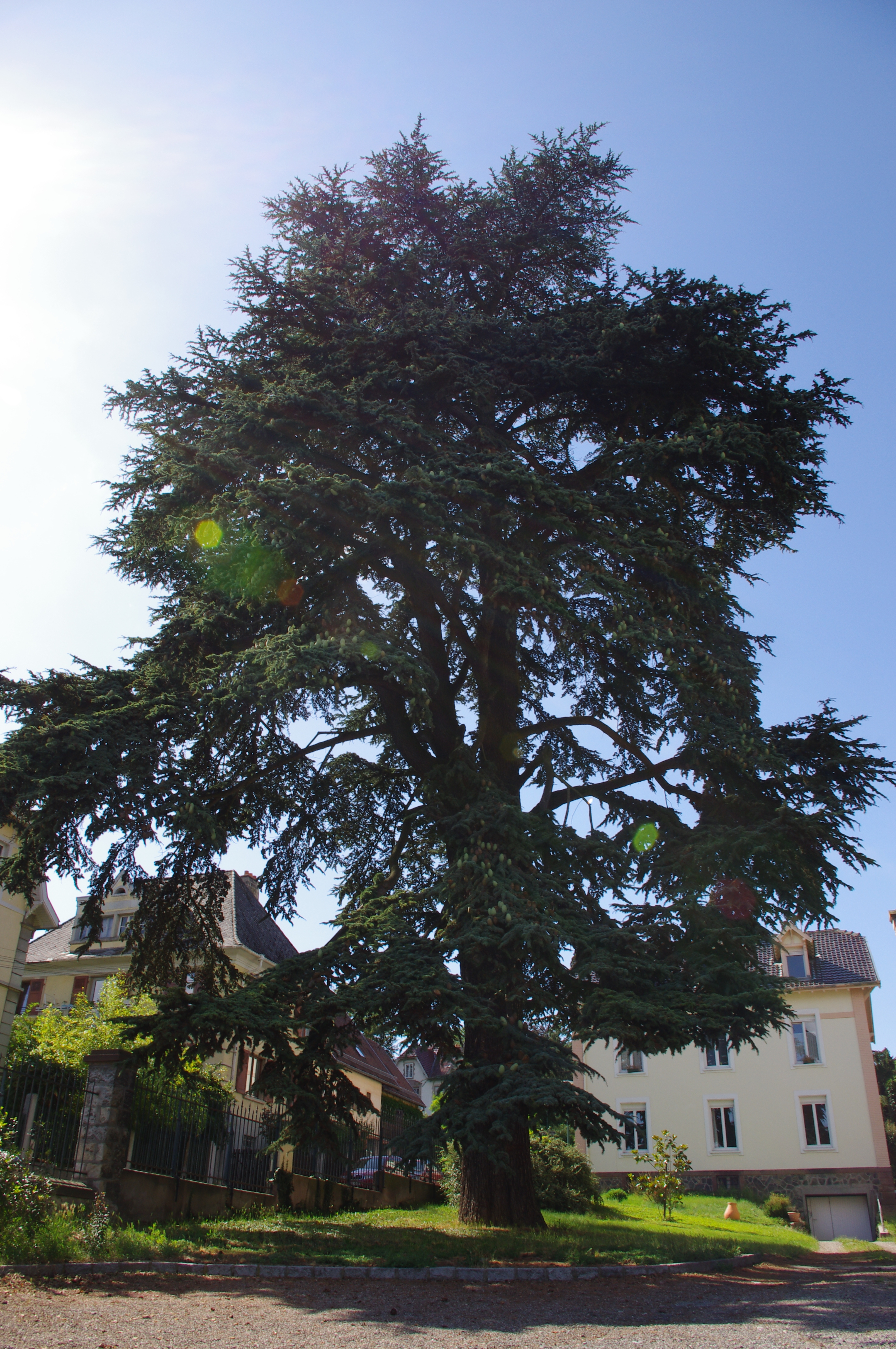
Cèdre centenaire dans le jardin du temple de Dornach

Le temple de Dornach situé rue Schoepflin est le lieu de culte de la communauté protestante réformée. Se rattache à la paroisse protestante de Dornach les protestants de Dornach, Heimsbrunn, Lutterbach, Morschwiller-le-Bas et Reiningue.

### La communauté catholique
La communauté de paroisses des Coteaux de l'Illberg fait vivre plusieurs églises catholiques du secteur, dont l'église Saint Barthélemy située rue du Château Zu-Rhein.

## Démographie
| 1793 | 1800 | 1806 | 1821  | 1831  | 1836  | 1841  | 1846  | 1851  |
| ---- | ---- | ---- | ----- | ----- | ----- | ----- | ----- | ----- |
| 503  | 567  | 777  | 1 139 | 1 634 | 2 706 | 2 920 | 3 150 | 2 983 |

| 1856  | 1861  | 1866  | 1872  | 1876  | 1881  | 1886  | 1891  | 1896  |
| ----- | ----- | ----- | ----- | ----- | ----- | ----- | ----- | ----- |
| 3 319 | 3 867 | 3 981 | 4 114 | 4 750 | 4 511 | 5 445 | 5 655 | 6 179 |

| 1901  | 1906  | 1911   | - | - | - | - | - | - |
| ----- | ----- | ------ | - | - | - | - | - | - |
| 7 312 | 8 440 | 10 447 | - | - | - | - | - | - |

## Grands musées
La cité du train et le musée Electropolis, deux musées de dimension internationale, se trouvent dans le nord du quartier. Le premier est plus grand musée ferroviaire d'Europe tandis que le second est le plus important musée d'Europe de l'histoire de l'électricité et de l'électroménager.
En 1961, la ville de Mulhouse offre un terrain à Dornach pour permettre à la SNCF de présenter les engins et matériels roulants représentatifs de son histoire. Le 14 octobre 1969 naît l' « Association du musée français du Chemin de fer ». 
En 1992 le musée Electropolis est créé entre autres grâce au mécénat d'EDF pour sauver de la destruction la pièce maîtresse de l’exposition : Un véritable machine à vapeur de 1901 en fonctionnement couplée à un alternateur Sulzer-BBC, fleuron du patrimoine technique et industriel mulhousien. Elle mesure 15 m de long, pèse 170 tonnes de fonte, d'acier et de cuivre, et sa roue mesure 6 m de diamètre. Elle alimentait en électricité avec une puissance de 900 kilowatts pour une tension de 400 volts, la filature textile industrielle historique D.M.C de Mulhouse entre 1901 et 1947. Témoin de l’époque des premières expositions universelles, elle a nécessité 20 000 heures de restauration pour fonctionner à nouveau chaque jour lors de mises en scène de son et lumière multimédia.

## Parc de la Mer Rouge
Le parc de la Mer Rouge est une zone d'activité économique créée en 1984 et accueillant essentiellement des entreprises du secteur tertiaire.